# Eric Miala Nkulukutu
Eric Miala Nkulukutu (Luozi, 6 settembre 1983) è un calciatore della Repubblica Democratica del Congo, difensore del CS Don Bosco.

## Carriera

### Club
Dal 2007 gioca nel Mazembe, squadra della Repubblica Democratica del Congo.

### Nazionale
Dal 2003 veste la maglia della Nazionale della Repubblica Democratica del Congo.

## Palmarès
- Campionato di calcio della Repubblica Democratica del Congo: 2

Mazembe: 2007, 2009
- Katanga Provincial League (LIFKAT): 1

Mazembe: 2007
- CAF Champions League: 2

Mazembe: 2009, 2010